# Rete tranviaria dell'Alta Slesia
La rete tranviaria dell'Alta Slesia (in polacco Tramwaje w Górnośląskim Okręgu Przemysłowym) è la rete tranviaria che serve la città polacca di Katowice ed i suoi dintorni. Composta da trentadue linee, è gestita da KZK GOP.